# 城東消防署 (大阪府)

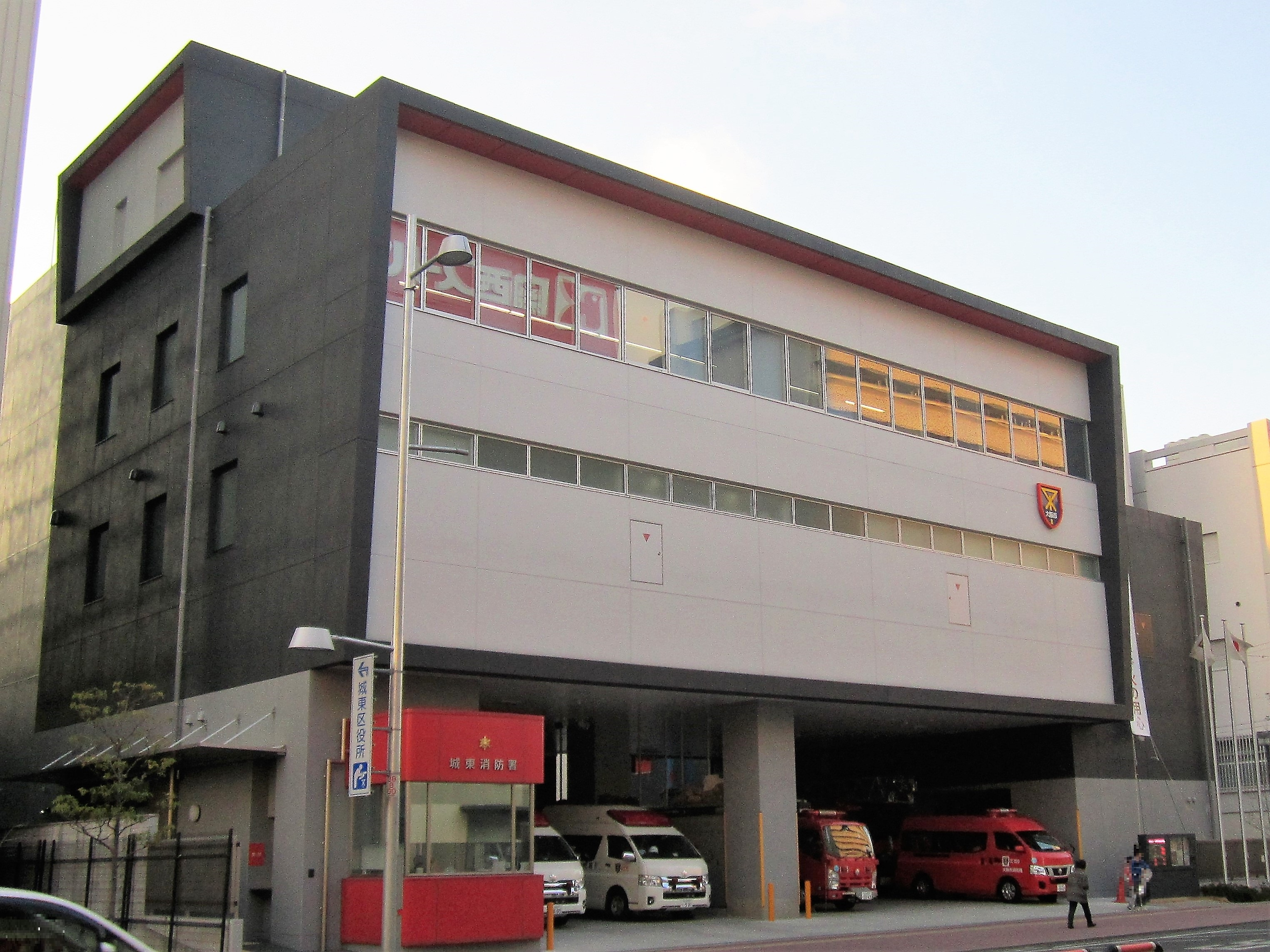
大阪市城東消防署

城東消防署（じょうとうしょうぼうしょ）は、大阪府大阪市城東区にある大阪市消防局が管轄する消防署である。

## 概要
今福消防署として発足し城東区、旭区、都島区の3区を管轄していた、1944年に城東消防署に改称、同年には旭区と都島区が管轄から外れ城東区のみの管轄となる。
1945年に再度同じく城東区、旭区、都島区の3区を管轄するようになるが、1948年には城東区1区管轄に戻る。1949年には本署が移転した。

## 本署・出張所所在地
- 本署 - 大阪市城東区中央三丁目4番20号
  - 放出出張所 - 大阪市城東区放出西一丁目1番17号
  - 中浜出張所 - 大阪市城東区東中浜二丁目1番19号
  - 関目出張所 - 大阪市城東区成育四丁目7番18号

## 車両
本署
- ST269(小型タンク車)
- BR16(救助工作車Ⅳ型)
- L12(41m級：ポンプ付はしご車)
- A380(高規格救急車)、A275
- CC320(指揮車)

放出出張所
- AT11(原液搬送車)
- C1(化学車)
- 小型タンク車(ST206)

中浜出張所
- A392(高規格救急車)
- ST195(小型タンク車)

関目出張所
- ST101(小型タンク車)